# Lago Bullaren Sul
Bullaren Sul (em sueco: Södra Bullaren) é um lago situado nas comunas de Tanum e Munkedal, na província da Bohuslän, na Suécia. Tem 10 quilômetros quadrados de área e 20 quilômetros de comprimento. Está ligado ao Bullaren Norte por pequeno estreito, e as suas águas deságuam no fiorde de Ide, na Noruega.